# Aldeas de Medina
Aldeas de Medina fue un municipio español de la provincia de Burgos.

## Historia
El municipio comprendía los pueblos de Aldea de Busto, Angosto, Barriosuso, Barruelo, Betarrés, Céspedes, Lechedo de Medina, Quintanilla de los Adrianos, Recuenco, Riba de Medina, Santurde, Villanueva la Lastra, Villatomil y San Martín de Mancobo, además de las granjas de Lozares y La Rad.
Aparece descrito en el primer volumen del Diccionario geográfico-estadístico-histórico de España y sus posesiones de Ultramar de Pascual Madoz con las siguientes palabras:

ALDEAS DE MEDINA: jurisd. de la prov. de Búrgos, part. jud. de Villarcayo: comprende los pueblos de Aldea de Busto ó de Medina, Angosto, Barriosuso, Barruelo, Betarres, Céspedes, Lechedo de Medina, Quintanilla de los Adrianos, Recuenco, Riba de Medina, Santurde, Villanueva de la Lastra, Villatomil, San Martin de Mancobo, y las granjas de Lozares y la Rad.
(Madoz, 1845, p. 509)

El municipio de Aldeas de Medina despareció de cara al censo de 1910 y el territorio pasó a formar parte del de Merindad de Castilla la Vieja.

## Demografía
| Gráfica de evolución demográfica de Aldeas de Medina entre 1842 y 1900 |
| |
| Población de derecho según los censos de población del INE. Población de hecho según los censos de población del INE.Entre el censo de 1857 y el anterior, crece el término del municipio porque incorpora a Villarías. Entre el censo de 1910 y el anterior, este municipio desaparece porque se integra en el municipio Merindad de Castilla la Vieja. |